# Florencio de Mérida
Florencio de Mérida o simplemente Florencio fue obispo de  Mérida después de Liberio. Su nombre figura en los escritos del Concilio de Sárdica que fue un concilio celebrado en 343 en la ciudad de Sárdica (la actual Sofía), en Tracia, y fue convocado por los Emperadores romanos Constante y Constancio II, a petición del papa Julio I. En las ediciones muy nuevas de estos escritos aparece con este nombre pero en las más antiguas figura con el nombre de Florentino que se autorizó a usarse por los libelos de los presbíteros Faustino y Marcelino a los emperadores  Teodosio y Valentiniano respectivamente. Respecto a este nombre de Florencio aparece en Mérida un clérigo con ese mismo nombre  y que acompañó a  Liberio al Concilio de Arlés y que luego fuera sucesor del citado obispo ya que en él concurren las tres circunstancias de identidad de la iglesia, el nombre y la época y, aún más, se solía nombrar como obispo de una iglesia a uno de los clérigos que habían servido a esa iglesia y a ese prelado. Después de fallecido el obispo  Liberio, no había en esa diócesis un clérigo más sobresaliente que el  Arcediano Florencio. Estas son las causas por las que Enrique Flórez no duda en la afirmación que se ha hecho anteriormente.
De sus obras como prelado de la iglesia de Mérida no hay muchas noticias. Solo se sabe con certeza que fue uno de los obispod españoles que fueron al Concilio de Sárdica que fue presidido por  Osio, gran Obispo y Padre de la Iglesia hispano, consejero del emperador Constantino I el Grande en el año 347 y en cuyos escritos se menciona al prelado «Florentius ab Spaniis de Emérita ...». En el concilio fue precedido por Osio y Aniano, obispo «castulonense» pero Florencio precedió a los demás obispos españoles asistentes como eran los de Astorga, Zaragoza y Barcelona por tener mayor antigüedad como obispo ya que si empezó como obispo en el año 321, en la época del concilio llevaba ya veintiséis años en la prelatura.
Florencio murió diez años más tarde, si son ciertas las explicaciones que escribieron Faustino y Marcelino en el libelo que enviaron a  Emperador Teodosio al que dijeron que murió de muerte repentina y pena a resultas de haber hablado con Potamio y Osio en el «Concilio Sirmiense» al saber que estos habían prevaricado. Para proteger su cisma, Osio y Potamio inventaron la fábula de que Florencio se desmayó y lo sacaron al exterior vivo, volvió posteriormente a ocupar su sede y ocurrió lo mismo, así como por tercera vez, siendo entonces repelido como indigno, falleciendo en esta ocasión. Pero para confiar en estos presbíteros, que Enrique Flórez pone en duda ya que Florencio fue uno de los buenos prelados que no siguieron el partido de los Luciferianos que para convencer a la gente , al no tener milagros que aportar, los fingieron e inventaron castigos espantosos para aterrar a la población y atraer a las personas a su causa.